# São José do Rio Preto
São José do Rio Preto är en stad och kommun i Brasilien och ligger i delstaten São Paulo. Folkmängden i kommunen uppgår till cirka 440 000 invånare. Staden är belägen på en höjd av 489 m ö.h. och är den största staden i den norra delen av delstaten. São José do Rio Preto grundades 1852 och fick kommunrättigheter 1894.

## Administrativ indelning
Kommunen var år 2010 indelad i tre distrikt:
- Engenheiro Schmidt
- São José do Rio Preto
- Talhado